# Partido de la Virtud
El Partido de la Virtud (en turco: Fazilet Partisi, FP) fue un partido político islamista establecido el 17 de diciembre de 1997 en Turquía. 

## Historia
El partido fue creado por exmiembros del partido islamista Refah Partisi, que había sido disuelto en 1997 por el Tribunal Constitucional. Al igual que el Refah Partisi, el Partido de la Virtud utilizó el diario Millî Gazete y la estación de televisión Kanal 7 para difundir sus ideas.
Basado en la misma retórica islamista que su partido predecesor, obtuvo el 15,4% de los votos en las elecciones legislativas de 1999 y ganó 102 escaños de los 550 en la Asamblea Nacional, convirtiéndose en el principal partido de la oposición.
Una vez en la Asamblea Nacional, los parlamentarios del partido se hicieron notar por su marcada orientación islámica. Merve Kavakçı, miembro del Partido de la Virtud, ingresó al edificio del parlamento el 2 de marzo de 1999. Sin embargo, no pudo prestar juramento como diputada, ya que el uso del velo está prohibido dentro de la Gran Asamblea Nacional de Turquía. Los diputados del partido también participaron en los debates parlamentarios sobre una relajación del laicismo, al que consideraban demasiado excluyente.
El partido fue declarado inconstitucional por el Tribunal Constitucional y luego prohibido el 22 de junio de 2001 por violar los artículos secularistas de la Constitución. Después de la prohibición del partido, los diputados del partido se dividieron en dos formaciones: el reformista Partido de la Justicia y el Desarrollo (AKP), encabezado por Recep Tayyip Erdoğan, y el tradicionalista Partido de la Felicidad (SP), encabezado por Recai Kutan.